# هانك مان
هانك مان (بالإنجليزية:Hank Mann) (مواليد 28 مايو 1888 - وفيات 25 نوفمبر 1971). ممثل سينمائي كوميدي أمريكي في الأفلام الصامته .

## روابط خارجية
- هانك مان على موقع IMDb (الإنجليزية)
- هانك مان على موقع ألو سيني (الفرنسية)
- هانك مان على موقع أول موفي (الإنجليزية)
- هانك مان على موقع قاعدة بيانات الأفلام السويدية (السويدية)
- هانك مان على موقع قاعدة بيانات الفيلم (الإنجليزية)
- هانك مان على موقع كينوبويسك (الروسية)
- هانك مان على موقع فايند أغريف